# 사토 이사오
사토 이사오(일본어: 佐藤功, 1915년 3월 29일 ~ 2006년 6월 17일)은 일본 교토부 교토시 출신의 법학자로, 조치 대학 명예교수였다. 문화공로자로 지정되었다.

## 약력
- 1915년 3월 29일, 교토부 교토시에서 태어나다.
- 1934년 3월 31일, 구제 다이니 고등학교 문과 을류 졸업.
- 1937년 3월 31일, 도쿄 제국대학 법학부 정치학과 졸업.
- 1937년 4월 28일, 도쿄 제국대학 법학부 조수.
- 1943년 10월 1일, 도쿄 제국대학 농학부 강사
- 1946년 4월 16일, 내각법제국 참사관.
- 1948년 2월 15일, 총리청 사무관.
- 1948년 7월 1일, 행정관리청 관리부 총무과장.
- 1949년 1월 1일, 행정관리청 관리부 제1과장.
- 1949년 7월 12일, 세이케이 대학 정치경제학부 교수.
- 1967년 4월 1일, 조치 대학 법학부 교수.
- 1969년 1월 1일, 조치 대학 법학부장.
- 1982년 11월 3일, 시주 포장 수여.
- 1985년 4월 1일, 조치 대학 명예교수, 도카이 대학 교수.
- 1987년 훈2등 욱일중광장(旭日重光章) 수여.
- 1995년 문화공로자 지정.
- 2006년 6월 17일, 폐렴으로 타계.